# Нава-Шева
18°57′ пн. ш. 72°57′ сх. д. / 18.95° пн. ш. 72.95° сх. д.
Нава-Шева (англ. Nhava Sheva), Офіційна назва — Джавахарлал Неру Порт (англ. Jawaharlal Nehru Port) — найбільший морський порт Індії. Є 24-м за вантажообігом портом серед 100 найбільших контейнерних портів світу.
Порт Нава-Шева обробляє майже 65 % загального обсягу індійських контейнерних експортно-імпортних вантажів. Контейнерообіг порту в 2011 фінансовому році досяг 4,27 млн TEUs.
Розташований на півдні Мумбаї в штаті Махараштра.
Порт контролюється центральним урядом Індії.
Порт названий на честь першого прем'єр-міністра Індії.
Термінали порту:
Контейнерні термінали:
- Jawaharlal Nehru Port Container Terminal (JNPCT)
- Nhava Sheva International Container Terminal (NSICT)
- Gateway Terminals India (GTI) — створений у 2004 році як спільне підприємство APM Terminals і Container Corporation of India Ltd (CONCOR).

Наливний термінал:
- Bharat Petroleum Corporation Limited (BPCL)

У січні 2013 року Міністерство фінансів Індії схвалило заявку компанії DP World (дочірня компанія Dubai World) на участь у будівництві нового контейнерного терміналу в порту Нава-Шева потужністю 800 тис. TEU на рік. Планується, що новий термінал почне працювати з 2015 р.